# Yasuhikotakia lecontei
Yasuhikotakia lecontei är en fiskart som först beskrevs av Fowler, 1937.  Yasuhikotakia lecontei ingår i släktet Yasuhikotakia och familjen nissögefiskar. IUCN kategoriserar arten globalt som livskraftig. Inga underarter finns listade i Catalogue of Life.

## Bildgalleri

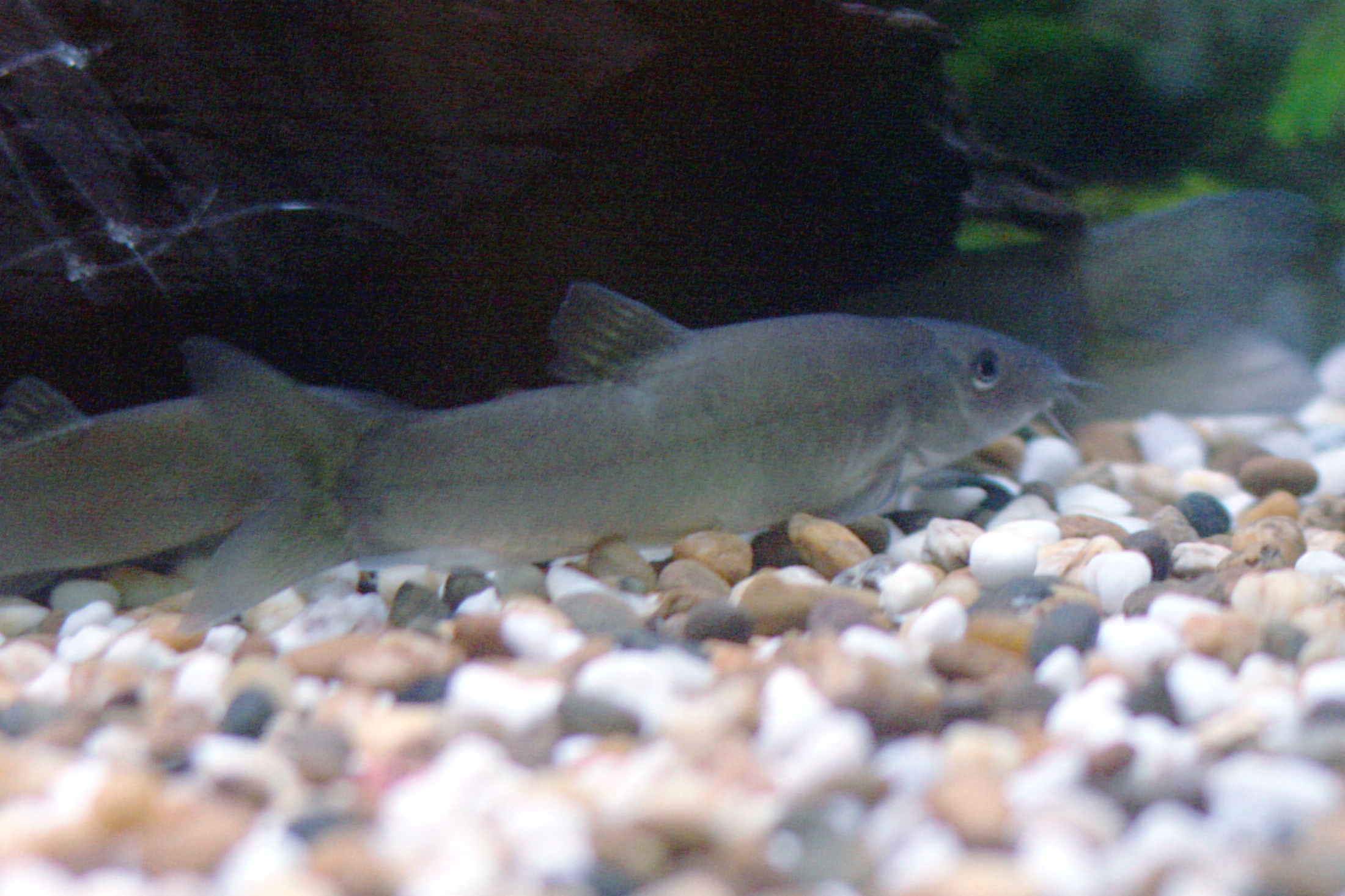